# Rosa millenaria di Hildesheim

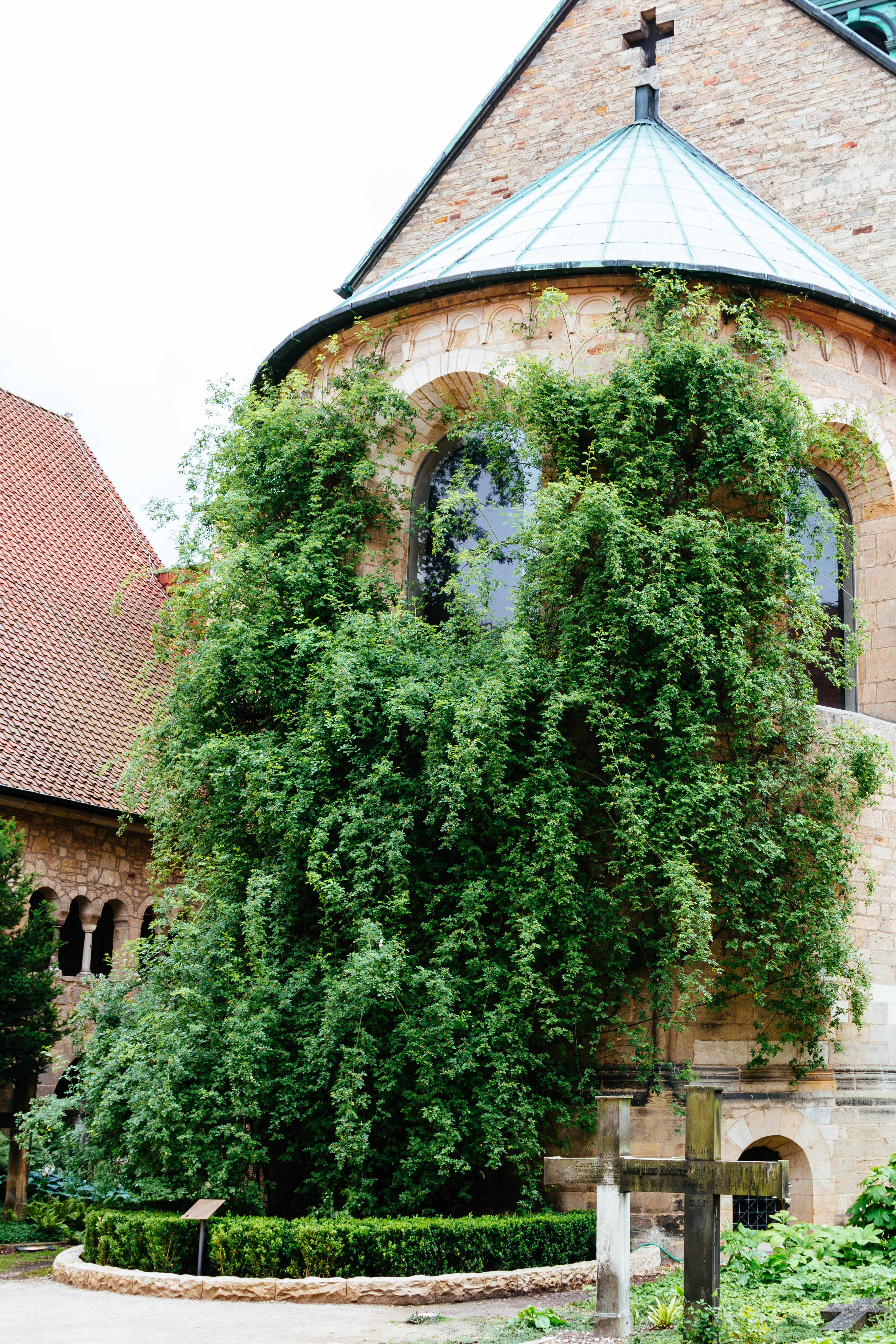
La rosa di Hildesheim si arrampica sull'abside della cattedrale di Hildesheim (2016).

La rosa millenaria di Hildesheim (in tedesco Tausendjähriger Rosenstock, lett. "rosaio millenario"), o spesso solo rosa di Hildesheim, è una pianta di Rosa canina che cresce sull'abside della cattedrale di Hildesheim, in Germania. La cattedrale e l'adiacente chiesa di San Michele, compresa quindi la rosa, sono state inserite nella lista dei Patrimoni dell'umanità dell'UNESCO nel 1985.
Si ritiene che la rosa che si arrampica sul muro dell'abside della cattedrale sia la rosa vivente più antica del mondo. La pianta è alta circa 10 metri e alcuni documenti ne confermano l'esistenza da almeno 700 anni (un documento del 1573 la descriveva come la rosa più vecchia del mondo già all'epoca), ma è probabilmente più antica. Con alcune variazioni, un cespuglio di rose è infatti legato alla leggenda della fondazione della diocesi da parte del re Ludovico il Pio a Hildesheim nell'815. La cattedrale fu distrutta dai bombardamenti alleati nel 1945 durante la seconda guerra mondiale, ma le radici del roseto sopravvissero e la pianta, seppur rovinata, ricrebbe tra le rovine. Secondo la leggenda, fintanto che il cespuglio di rose fiorisce, Hildesheim prospererà.
La rosa millenaria fu fonte di ispirazione per artisti e scrittori romantici tra l'Ottocento e i primi del Novecento. All'inizio del XX secolo, la visita alla cattedrale e la vista della rosa ispirarono l'autrice Mabel Wagnalls a scrivere il libro The Rose-bush of a Thousand, dal quale vennero in seguito tratti due film muti.

## Storia

### Fondazione della diocesi di Hildesheim

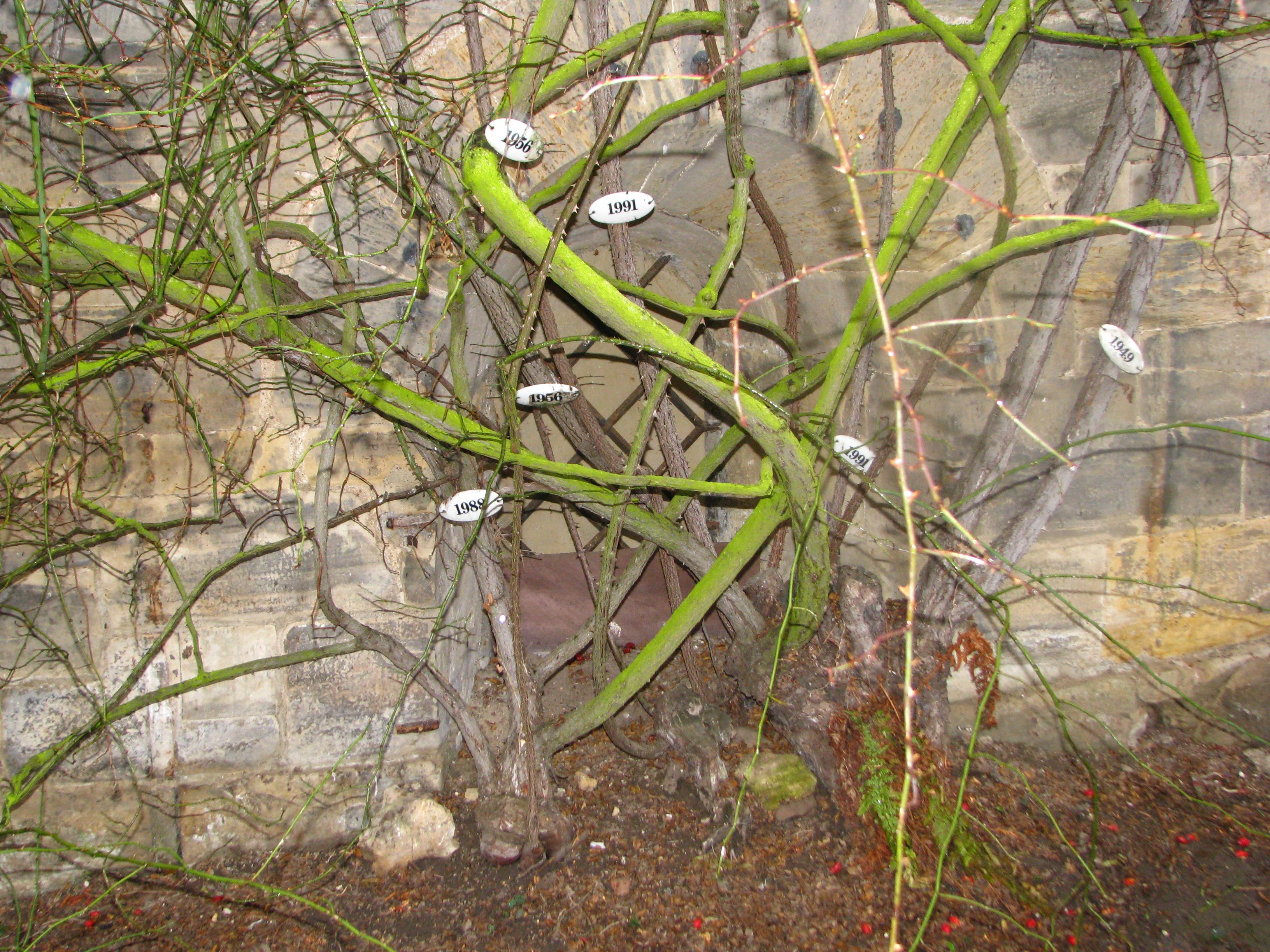
I diversi rami contrassegnati con l'anno in cui sono spuntati.

Dopo che la Sassonia fu conquistata dal regno dei Franchi, l'imperatore Carlo Magno nell'800 fondò una diocesi missionaria presso la sua corte orientale ad Elze (Aula Caesaris), una città nel distretto di Hildesheim, in Bassa Sassonia, circa 19 km a ovest di Hildesheim. La diocesi missionaria venne dedicata ai Santi Pietro e Paolo. Da essa si originò la diocesi di Hildesheim quando suo figlio, re Ludovico il Pio, trasferì il vescovato episcopale a Hildesheim nell'815.
Circa 50 anni dopo, sotto il vescovo Alfredo di Hildesheim, venne costruita una cattedrale dedicata all'Assunzione di Maria, ricorrenza che si festeggia il 15 agosto.
L'insediamento della cattedrale sviluppò rapidamente Hildesheim nelle forme di una città, che ottenne i diritti di mercato dal re Ottone III nel 983.

La cattedrale venne ingrandita e ricostruita più volte nel corso del tempo, in particolare nel 1046, dopo che era stata gravemente danneggiata da un incendio.

### Leggenda

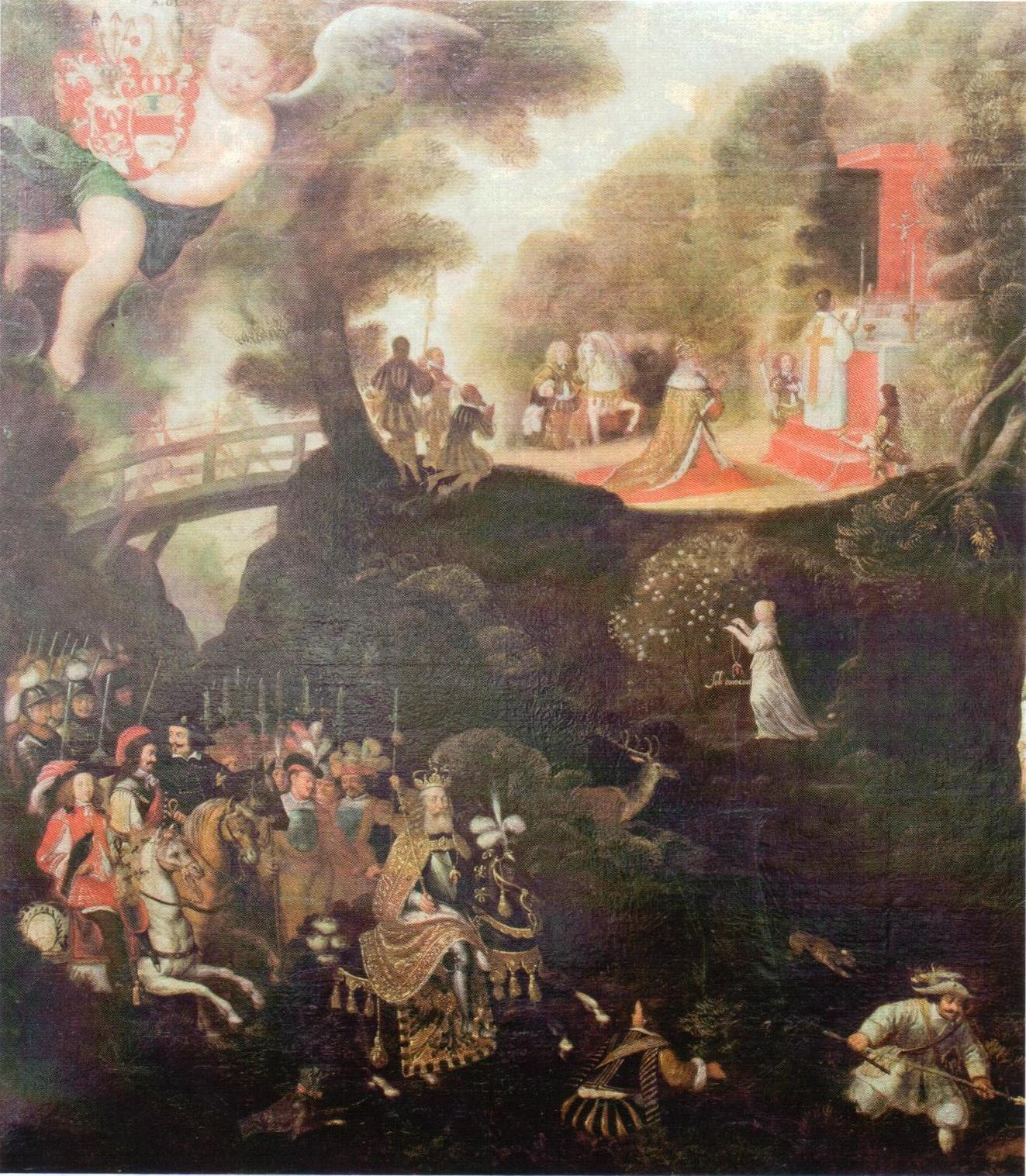
Dipinto di un artista anonimo del 1652 che illustra la leggenda della fondazione della cattedrale, custodito dal museo della cattedrale di Hildesheim.

Nel 1909, nel suo libro Germania romantica, lo scrittore americano Robert Schauffler raccontò la leggenda della rosa di Hildesheim: nell'815 l'imperatore Ludovico il Pio (778–840), figlio di Carlo Magno, era a caccia nella foresta Ercinia. Mentre stava cacciando un daino bianco, si separò dai suoi compagni cacciatori e perse sia la preda che il cavallo mentre cercava di attraversare il fiume Innerste. Chiamò aiuto con il suo corno da caccia, ma nessuno rispose alla chiamata. Raggiunse a nuoto la riva del fiume e suonò nuovamente il suo corno nella speranza di trovare dei soccorsi, ma senza successo. Disorientato e solo, iniziò quindi a camminare fino ad arrivare a un tumulo ricoperto da una rosa selvatica, il simbolo dell'antica dea sassone Hulda. L'imperatore aveva un reliquiario contenente le reliquie della Vergine Maria, su cui pregò per essere salvato fino a quando non si addormentò.
Quando si svegliò, il tumulo era coperto di neve bianca scintillante nonostante fosse piena estate. Il cespuglio era in piena fioritura, l'erba rigogliosa e gli alberi coperti di foglie. Cercò il suo reliquiario e vide che era stato coperto di ghiaccio tra i rami del roseto. L'interpretazione dell'imperatore di questo miracolo era che la dea Hulda gli stesse mandando un segno affinché in futuro venisse venerata la Vergine al posto suo. Hulda infatti è raffigurata come una fanciulla vestita di bianco come la neve (è la protettrice dei mestieri delle donne ma anche associata alla natura selvaggia e all'inverno) e quando nevica, si dice che Hulda scuota il suo cuscino di piume. Quando i suoi seguaci finalmente trovarono l'imperatore, egli promise che avrebbe costruito una cattedrale per onorare la Vergine dove si trovava il tumulo con la rosa. La rosa fu risparmiata e la cattedrale fu costruita in modo che la rosa crescesse dietro l'altare nell'abside.
Secondo una versione diversa della leggenda, l'imperatore Ludovico il Pio perse il suo amato reliquiario mentre inseguiva la selvaggina e promise che avrebbe eretto una cappella ovunque fosse stato ritrovato. Il reliquiario fu rinvenuto sui rami di una rosa selvatica e l'Imperatore costruì il santuario accanto alla rosa, con l'altare vicino al luogo in cui la rosa cresceva. Secondo la tradizione, il reliquiario di Ludovico il Pio che ricorre nelle varie versioni della leggenda sarebbe proprio il reliquiario mariano di Hildesheim.
Un'altra leggera variazione della leggenda è contenuta nella Fundatio Ecclesiae Hildensemens, una pubblicazione dell'XI secolo. Secondo questa versione, l'Imperatore aveva preso il reliquiario da usare quando si era fermato a dire messa durante la caccia. Il manufatto fu posto su un albero durante la predica, ma non venne recuperato quando la caccia riprese. Successivamente tentò di recuperarlo un cappellano, che però non fu in grado di rimuoverlo dai rami. Credendo che questo fosse un simbolo della volontà di Dio, l'Imperatore fece costruire lì una chiesa invece che a Elze, come originariamente previsto
Anche la dedica della cattedrale a Maria deriverebbe dal suo legame con la rosa, essendo questo dei principali simboli mariani.

### Dal 1945 a oggi
Nel 1945 durante la seconda guerra mondiale le bombe alleate distrussero completamente la cattedrale, ma il rosaio sopravvisse. Le parti della pianta al di sopra del terreno furono danneggiate, ma le radici rimasero in vita sotto le rovine. Otto settimane dopo l'attacco, .la radice del cespuglio di rose produsse venticinque nuovi germogli. La ricrescita del cespuglio di rose fu accolta con gioia dalla popolazione locale, che la interpretò come buon segno di un nuovo inizio dopo le tragedie della guerra.
I primi fiori apparvero nel 1947, anche se solo in piccole quantità. Nel 1948 il numero dei fiori era già 122. La cattedrale venne completamente ricostruita tra il 1950 e il 1960. Da allora, i nuovi rami della rosa millenaria che si arrampicano sul muro dell'abside sono stati contrassegnati dall'anno in cui sono ricresciuti con piccole targhette di metallo, e la base della pianta è stata protetta con una cancellata metallica.

## Descrizione

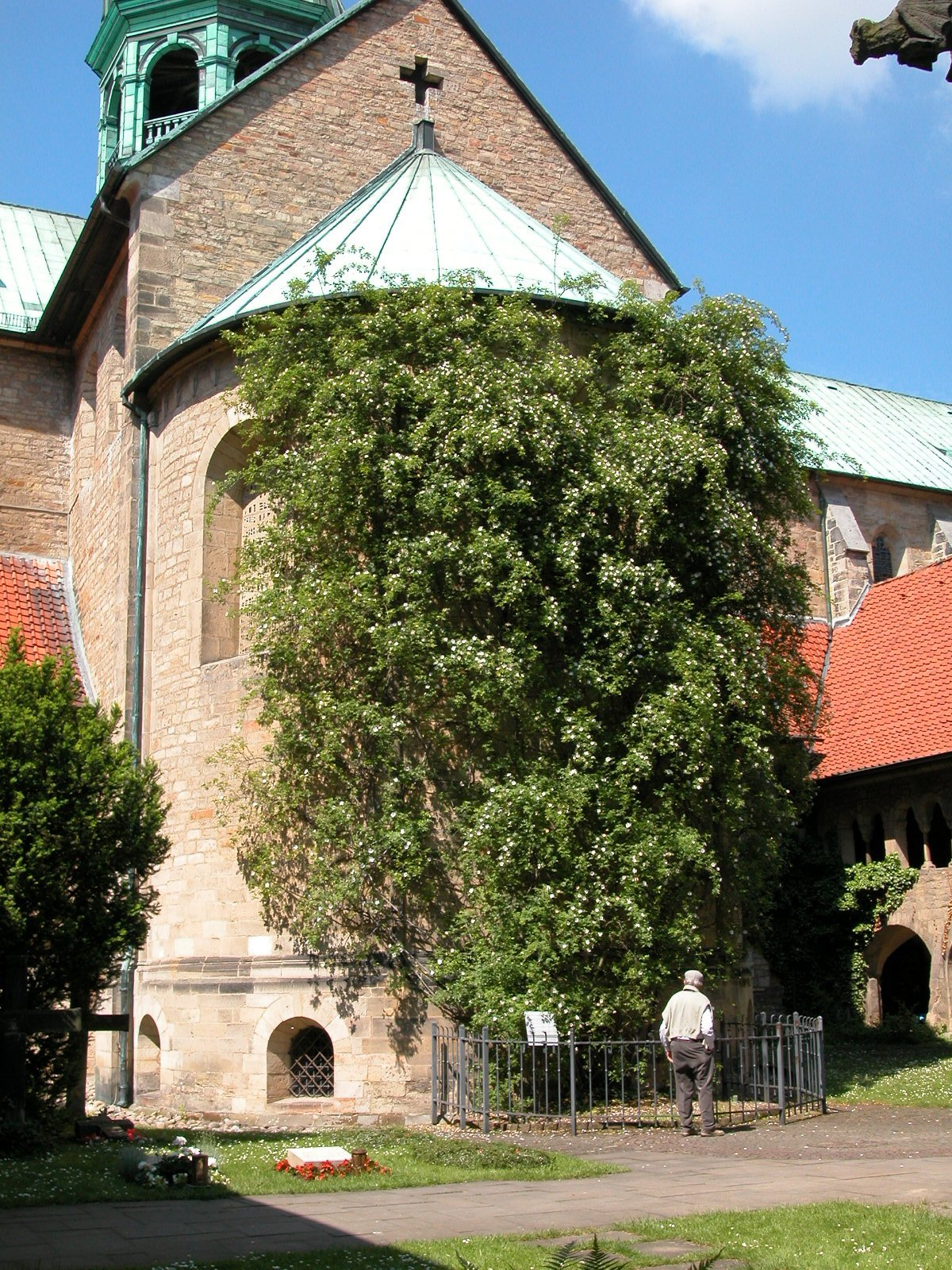
La rosa in una foto del 2006.

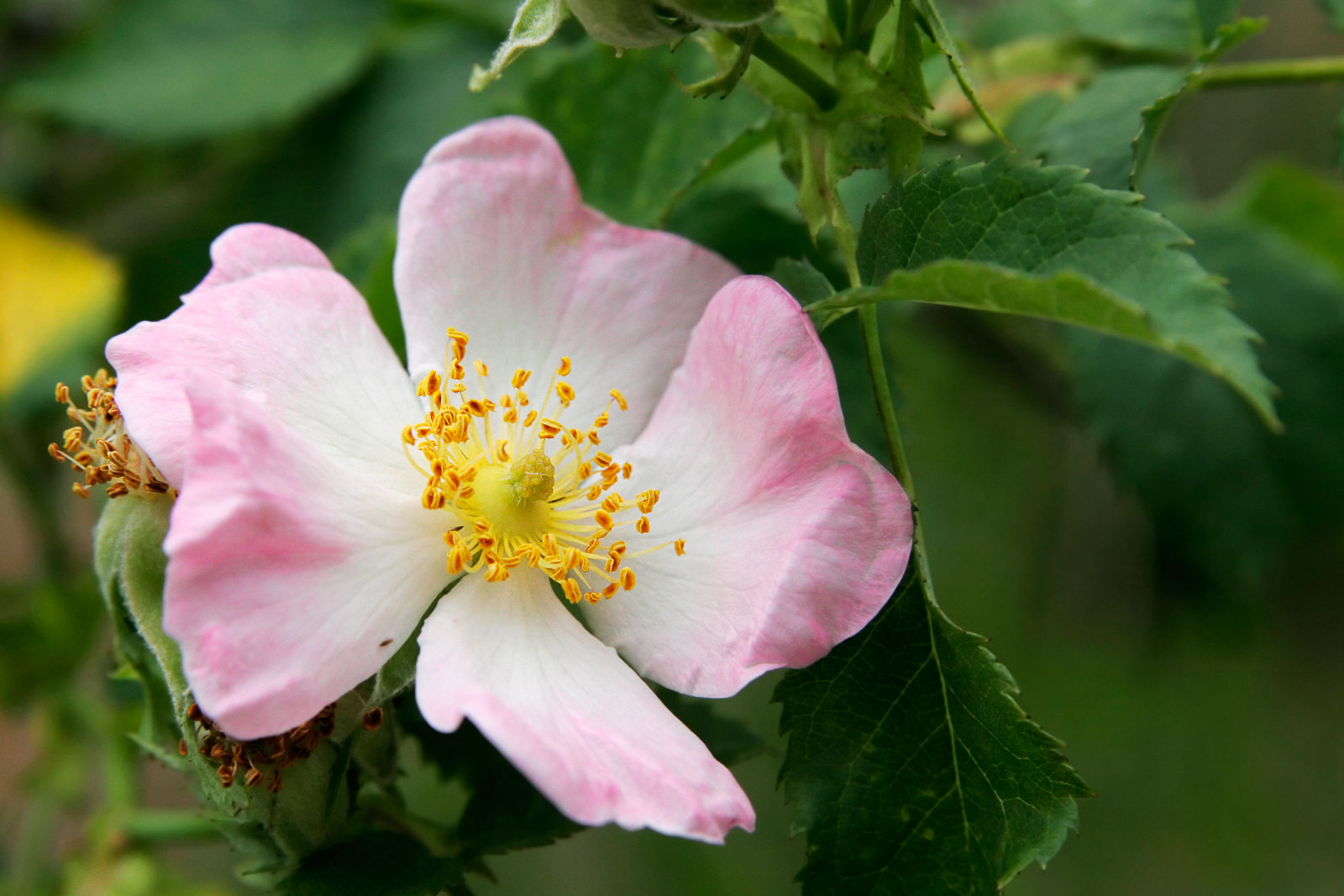
Un tipico fiore di rosa canina

La rosa di Hildesheim è una rosa canina, un arbusto selvatico della famiglia delle rosacee che cresce spontaneamente in tutta Europa, compreso la zona di Hildesheim. I fiori e i frutti della rosa canina sono edibili e da secoli utilizzati per produrre sciroppi e marmellate e nella medicina tradizionale.
Le piante di rosa canina possono crescere facilmente fino e 3 metri di altezza e altrettanti di larghezza, ma possono crescere di più se trovano dei buoni appigli su cui arrampicarsi. La rosa canina può propagarsi formando nuove radici dagli stoloni che nascono alla base della pianta. Tale propagazione vegetativa non ha alcun effetto sulla composizione genetica della pianta, che mantiene inalterato il proprio DNA.
Analisi botaniche della pianta di Hildesheim hanno evidenziato che è caratterizzata da foglie composte principalmente da 7 foglioline di forma ovale, di colore verde scuro nel lato superiore e verde più chiaro nella parte inferiore, senza peluria e con il margine seghettato. Le spine sono di media grandezza e distribuite con media densità, hanno la base di forma ovale appuntita e punta molto arcuata.
I fiori sono di tipo singolo, di media grandezza e poco profumati. Il fiore ha cinque petali di colore bianco rosato debolmente ondulati. Il periodo della fioritura dipende dalle condizioni meteorologiche, ma avviene solitamente alla fine di maggio, e dura circa 14 giorni. I cinorrodi sono di colore rosso brillante, grandi, di forma allungata e fusiforme e a maturazione tardiva.
Queste caratteristiche hanno permesso l'identificazione della pianta come rosa canina, mentre ha poco senso provare a identificare la precisa sottospecie, vista la grande varietà di questa rosa selvatica e i numerosi ibridi che possono naturalmente risultare dall'ibridizzazione.

## Film e letteratura
Una delle prime opere della saggista britannica Jessie Weston ad essere pubblicate fu una lunga poesia intitolata The Rose-Tree of Hildesheim e ispirata alla storia della rosa. Pubblicata nel 1896, fece anche da titolo a una raccolta delle sue poesie.
Anche la scrittrice americana Mary Ella Waller pubblicò nel 1889 un libro dal titolo The Rose-bush of Hildesheim: A Cathedral story.
Il roseto fu fonte di ispirazione anche per il libro intitolato The Rose-bush of a Thousand della scrittrice americana Mabel Wagnalls. Pubblicato nel 1918, è il racconto di una giovane ragazza che abbandona il suo bambino alle cure di un convento. La madre guadagna in seguito notorietà, ha una trasformazione spirituale e riallaccia il rapporto con suo figlio. Sulla storia di Wagnalls sono basati due film muti del regista George D. Baker : Rivelazione del 1918, con Alla Nazimova, Charles Bryant, Frank Currier, e La Madonna delle rose del 1924, interpretato da Viola Dana, Monte Blue e Lew Cody.

## Altre immagini

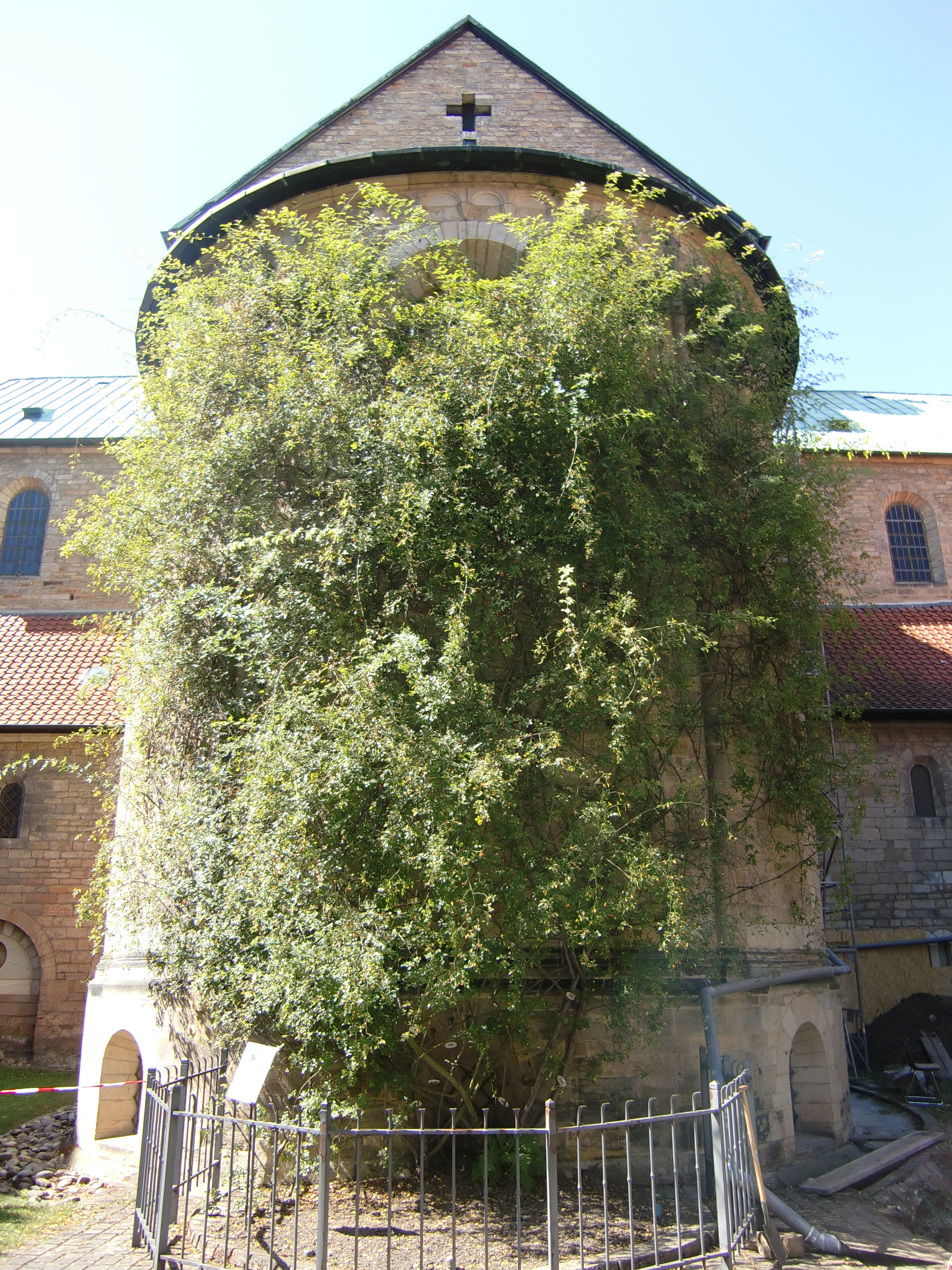
La rosa nell'agosto 2009.
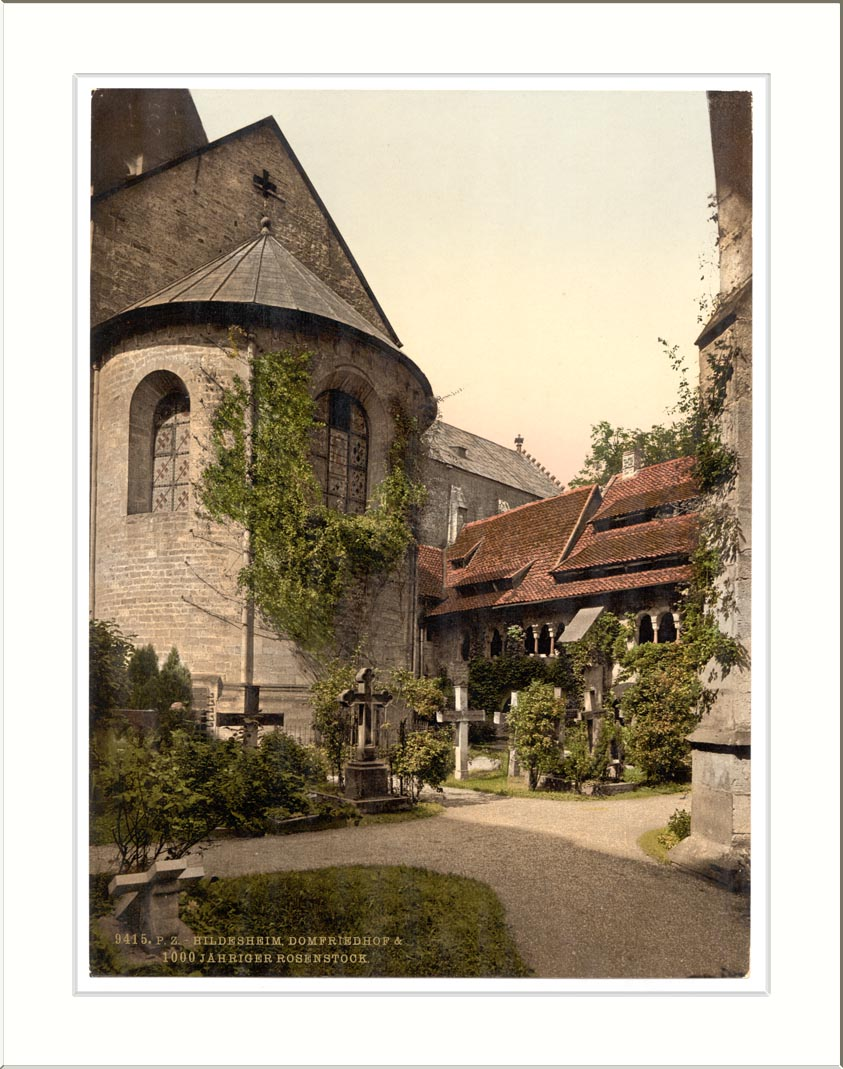
Vecchia cartolina con la rosa, forse intorno al 1905–19.
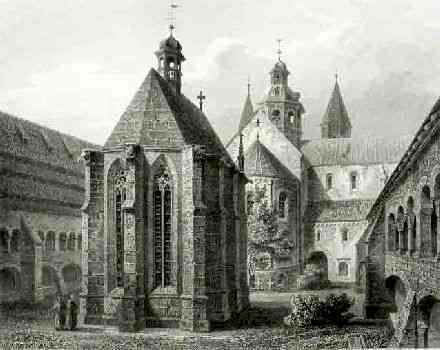
Chiostro con la Cappella di Sant'Anna e la rosa sullo sfondo, c. 1845.
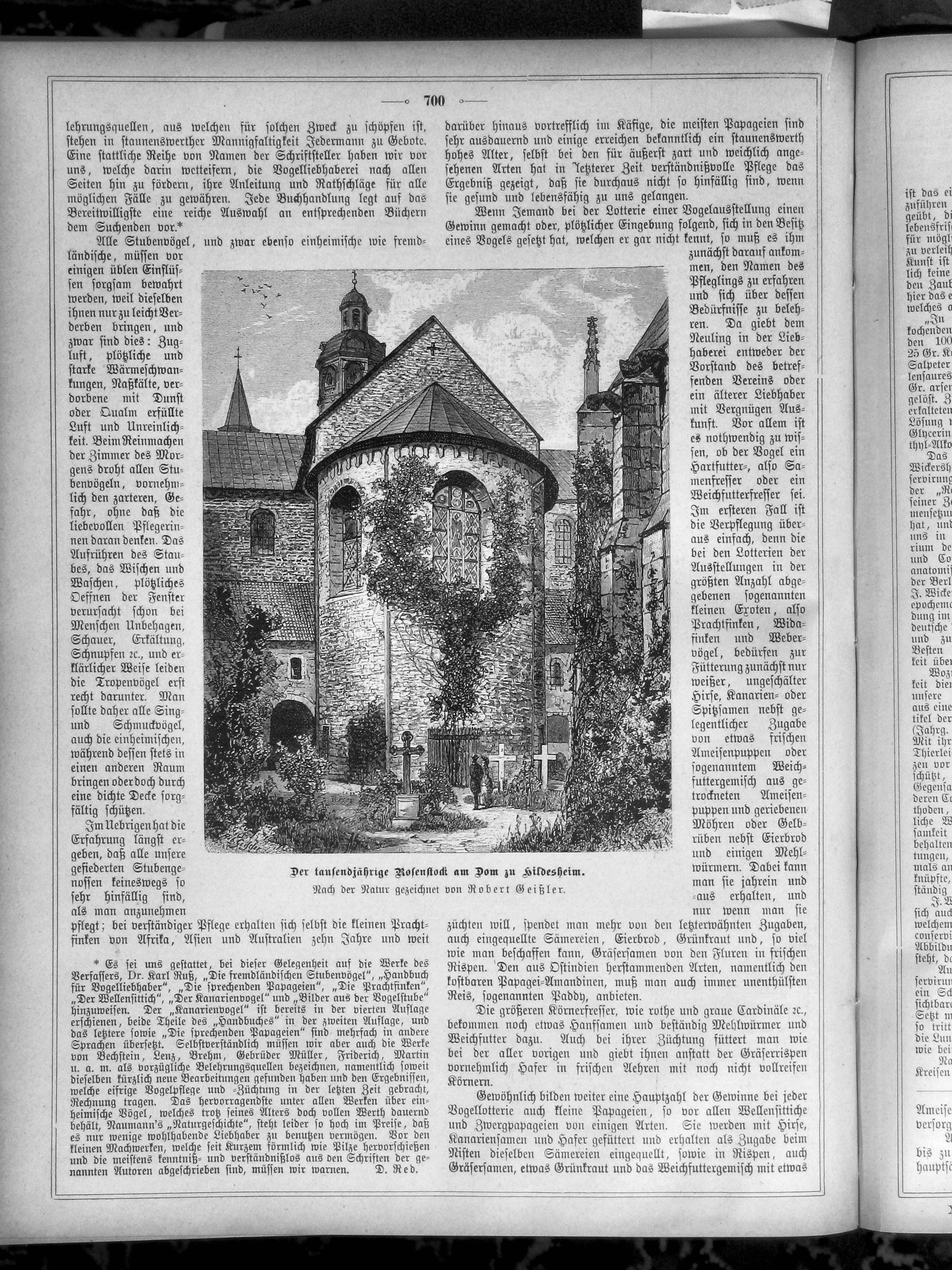
Un'illustrazione della rosa nel giornale tedesco Die Gartenlaube (The Garden Arbor), 1883, p. 700.
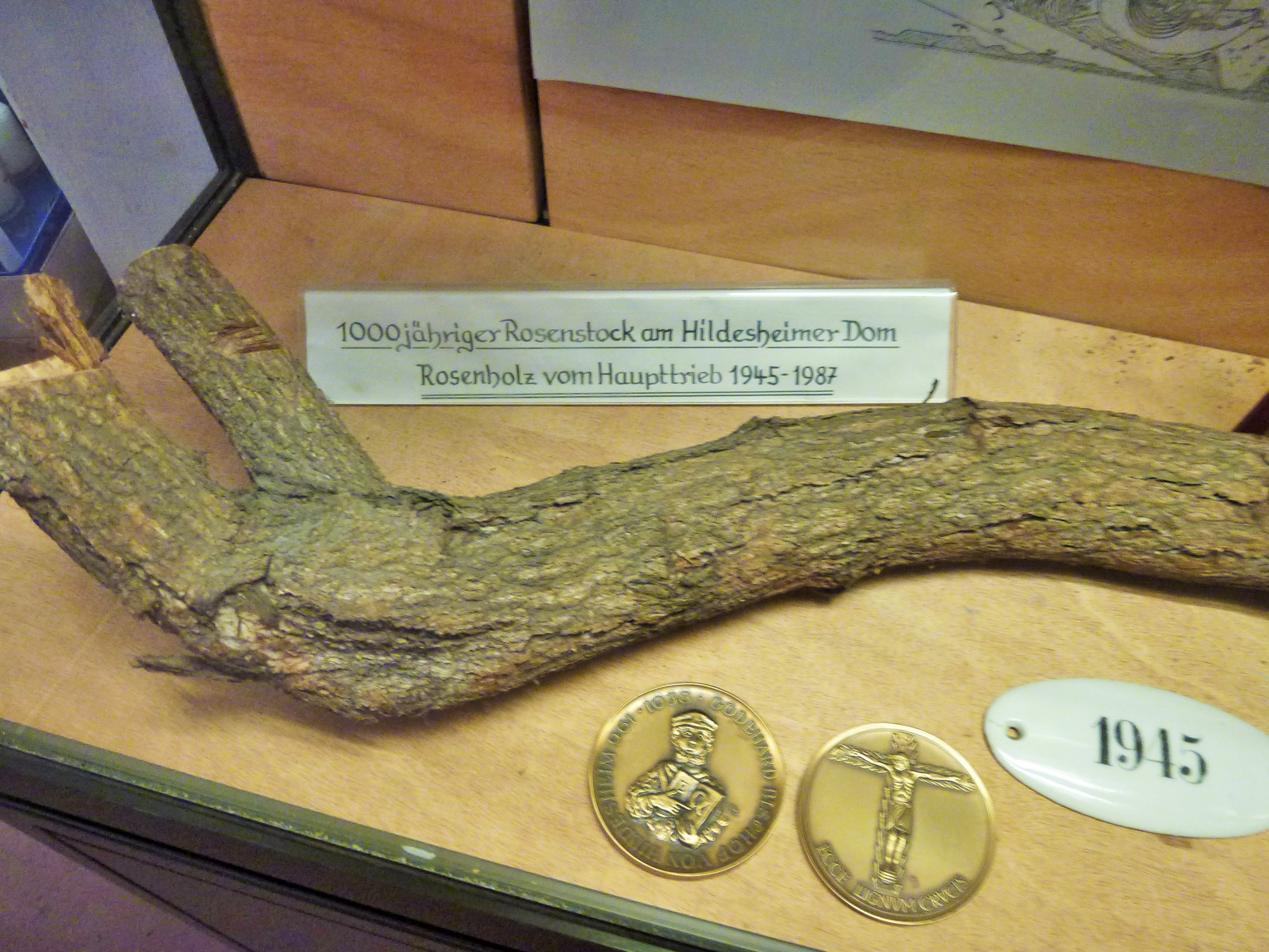
Frammento del tronco recuperato dalle rovine del bombardamento, esposto nel museo della cattedrale di Hildesheim.
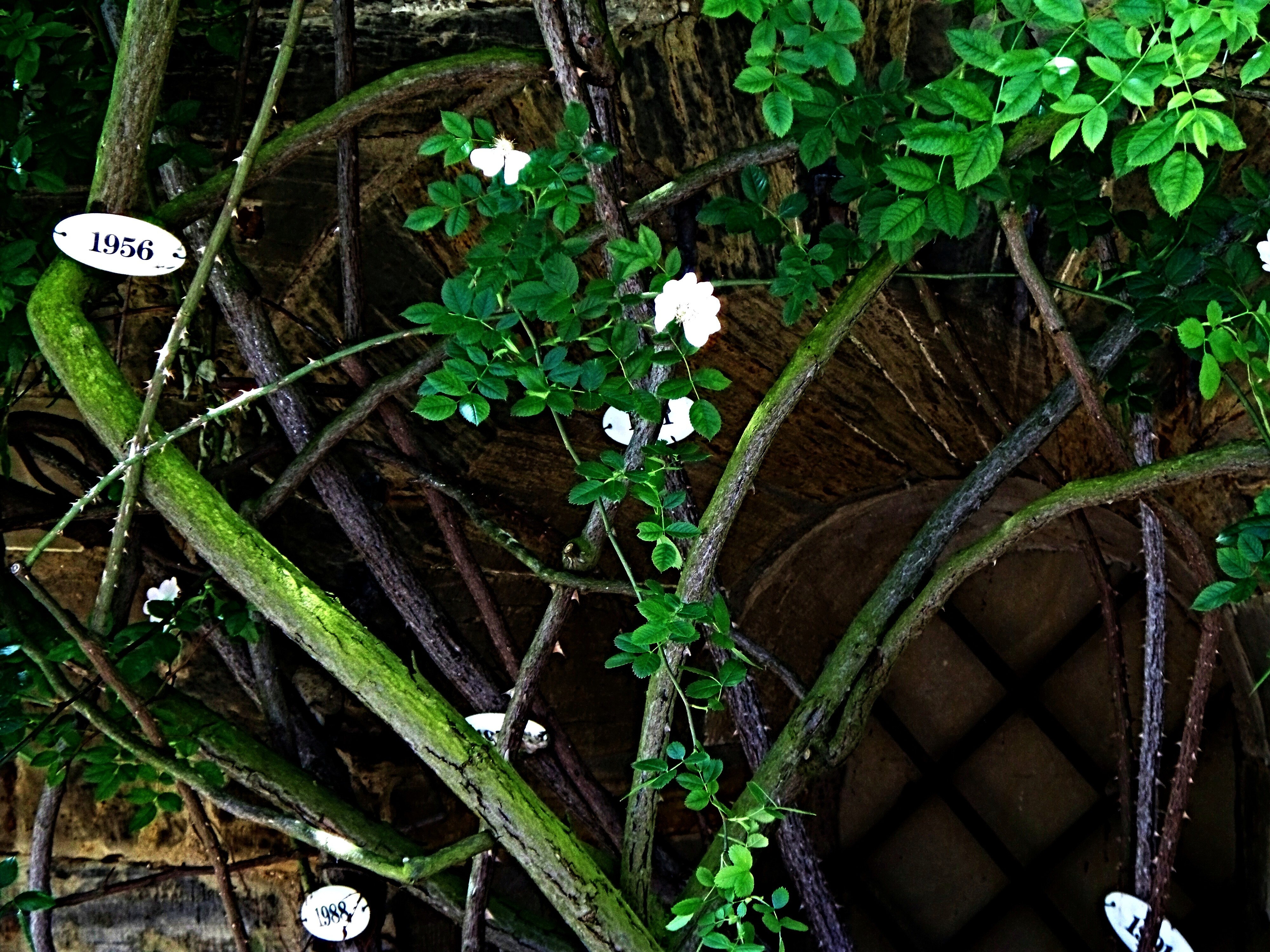
Dettaglio di fiori, foglie e targhette con l'indicazione dell'anno di nascita del ramo.